# Gyertya
A gyertya szilárd éghető anyag, faggyú vagy paraffin felhasználásával készült, kanóccal ellátott világító eszköz. Az emberiség az ókor óta használja. Manapság beltérre a viasz, míg kültérre a paraffin gyertyákat ajánlatos használni.

## Története

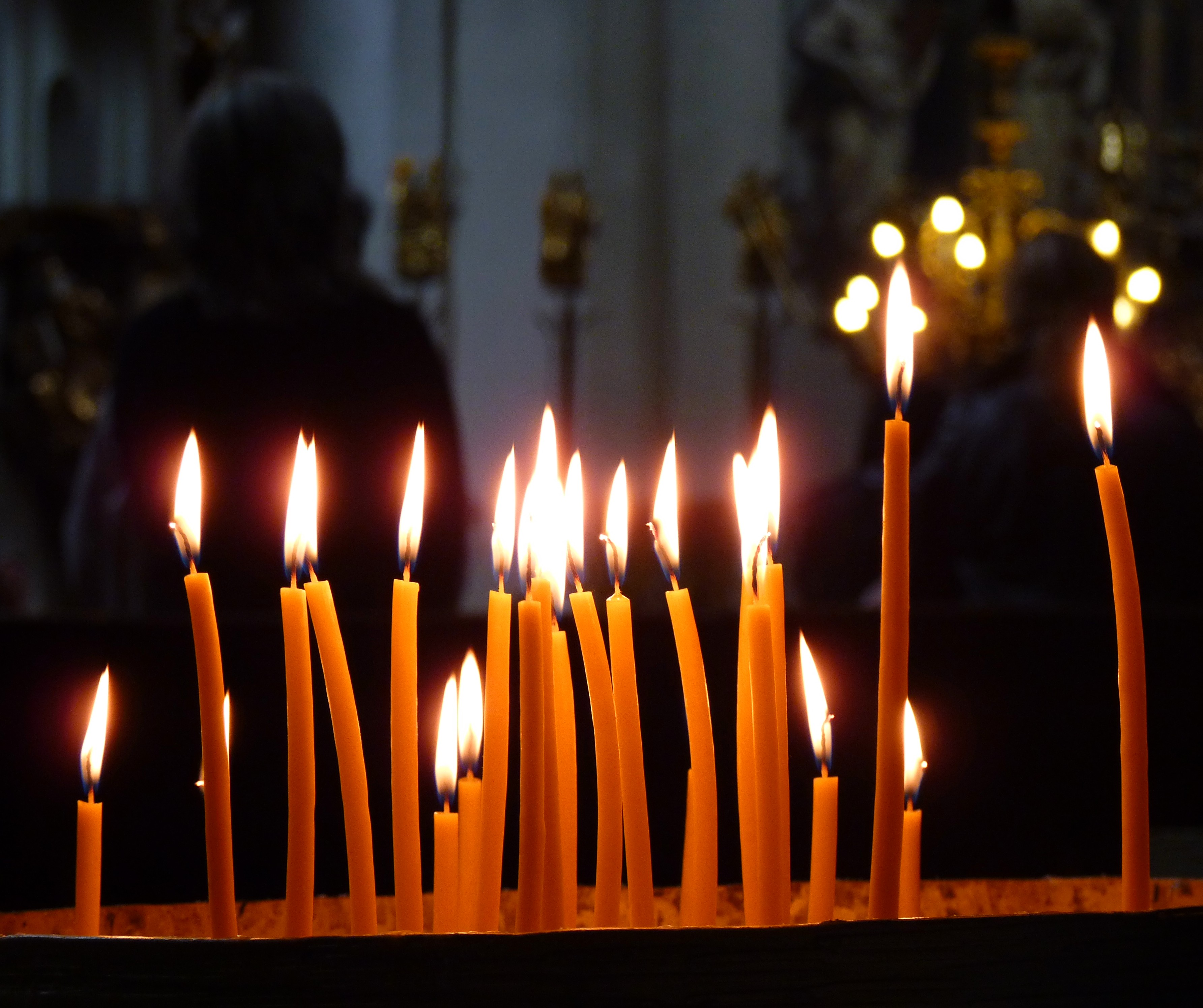
Gyertyák egy prágai templomban

Az emberiség már több mint kétezer éve használja a gyertyákat, évszázadokon át elengedhetetlen háztartási kelléknek számított. Már az ókorban felismerték a faggyú és a zsír kiváló égési tulajdonságait, s azokat több helyen is hasznosították. Az első ismert viasz a méhviasz volt, mely akkoriban még igen ritka és értékes anyagnak számított.
Krisztus születése után jelentek meg a faggyúgyertyák, mivel a viaszgyertya mindennapos használata túl költséges volt. A szegényebb emberek állati eredetű hulladékból készült faggyúgyertyákat használtak, ez azonban igen kellemetlen szagokat árasztott és erősen kormozott.
A 17. században már arzént adtak a faggyúhoz, ez esztétikailag javított a végterméken, azonban az arzén – mérgező mivolta miatt – sok kellemetlenséget okozott a mindennapi használat során.
A 19. század elején Michel-Eugène Chevreul felfedezte és izolálta a sztearint, a növényi és állati zsiradékban is fellelhető gliceridet, ami a gyertya szilárdságáért felelős. Ekkoriban kezdték használni az összefont kanócot és a paraffint, így az eddigiekhez képest jó minőségű és olcsó gyertyát tudtak előállítani.
Manapság a gyertyagyártó cégek jó részt paraffinból, és csak kis mértékben sztearinból készítik termékeit. A kanócok is megváltoztak, mára leginkább szalmiáksóval, bórsavval és paraffinnal kezelt pamut anyagú, fonott kanócot használnak, amely a gyertya egyenletes, és szinte korommentes égését biztosítja.
Szlovéniában évente 16 millió gyertyát gyújtanak meg. Az ország a világ harmadik legnagyobb gyertyafogyasztója. A halottak napi gyertyagyújtás következményeként évente mintegy 550 tonna hulladék keletkezik a gyertyákból Szlovéniában.

## A gyertya jelentése a keresztény szimbolikában
A Biblia alapján a Logosznak, a Világ Fényének szimbóluma, a keresztény szimbolikában Krisztus jelképe. A gyertya is megsemmisül, miközben fényt ad, miként az Üdvözítőnek is meg kellett halnia, hogy az embereket megváltsa. A gyertya a szentháromságot testesíti meg a láng, a kanóc és a viasz egysége folytán. A katolikus templomokban az égő gyertyák a hívők számára a hit lángját és az örök életet is megjelenítik. A magyar néphit úgy mondja, hogy a mennyországban mindenkinek van egy égő gyertyája, ameddig az lángol, addig él az ember. A gyertya végigkíséri az embert az életen, a keresztelő alkalmával éppoly jelentős, szimbolikus szerepet játszik, akárcsak a születésnapi tortán, a haldokló mellett vagy a ravatalnál.

## Működése

### A gyertya égésének folyamata
A gyertya tüzelőanyaga szobahőmérsékleten szilárd, és csak légnemű állapotban éghető. Égésekor a gyertya lángja megolvasztja a gyertya anyagát. A megolvadt anyagot kis csészeként szilárd anyag veszi körül, amely nem engedi elfolyni az előbbit. Közelről látható az is, hogy a kanóc alja ázik az olvadékban, míg a kanóc teteje száraz. A hajszálcsövesség miatt a gyertya megolvadt anyaga folyamatosan felszívódik a kanóc tetejére. Az olvadt anyag egyre fogy, a láng lejjebb jön, és újabb gyertyaanyag olvad meg. A kanóc teteje belelóg a láng forró részébe és elég. (A láng forró részen kb. 1200, míg a láng alján kb. 600 °C van, tehát a láng hőmérséklete 600-1200 °C közt változik.) A kanóc tetején az olvadék elpárolog, a gőzei elbomlanak, bomlástermékei a gyertya lángjában elégnek. A gyertya lángjának belsejében tehát éghető gázok vannak. Ezt egy egyszerű kísérlettel lehet bizonyítani: ha a gyertya lángjába üvegcsövet teszünk, az éghető gázokat ki lehet vezetni, és azokat az üvegcső végén meg lehet gyújtani.

### Miért világít a gyertya?
A gyertya lángjának narancssárga színe megtévesztő lehet annak, aki a nátrium lángfestését már látta. A gyertya anyagában elenyésző mennyiségű nátriumion fordulhat elő. A világító láng színét a hőbomlással keletkező szénszemcsék, korom gerjesztése (mikrorobbanása) okozza. Ha az égés tökéletessé válik, például a levegő oxigénarányának dúsításával, a láng színtelenné válik. Persze ilyenkor az égés is gyors lesz.

### A gyertyaláng alakja
A gyertyaláng alakját a különböző gázok áramlása határozza meg. Az égéstermékek és a felmelegített levegő felfelé áramlik a környezetnél kisebb sűrűség miatt. Helyére hidegebb levegő áramlik alulról és oldalról. A láng lobogását az esetleges légáramlatok okozzák. Súlytalanságban nem számít a forró és hideg gázok közötti sűrűségkülönbség és így nincs felhajtóerő. Ilyen körülmények között nem jön létre légáramlás a láng mellett és emiatt a gyertya lángja nem lesz csepp alakú. Súlytalanságban a láng félgömb alakú. Ebbe a lángba csak diffúzióval, lassan jut be az oxigén és lassan jut ki belőle a keletkező széndioxid és víz. Több űrsiklóküldetés során (STS-43, STS-83, STS-94, STS-105, STS-107) volt eddig a tudományos program része az égések vizsgálata a súlytalanságban.

### A gyertyafény erőssége
A fizikában a fényerősség alapegysége a kandela, ami latinul azt jelenti gyertya. Egy átlagos gyertya fényerőssége tehát 1 cd, látható fényárama 1 lumen. A kanóc vastagságától függ a láng mérete, ezzel a fényerősség is.

## Ismertebb alapanyagai
- Méhviasz – A legrégebben használt alapanyag. Sokáig ég, viszont nehéz vele dolgozni. Olvadáspontja 65 °C. A viaszgyertya jellegzetes mézszínű és illatú, merítéssel[5] készülő gyertyafajta. Hosszabb tárolás alatt szürke réteg képződhet rajta, de ez minőségromlást nem eredményez és egyszerűen eltávolítható.
- Faggyú – "gyapotzsinórokat botra akasztunk és olvasztott faggyúba mártunk, kihúzzuk és lehűtjük, aztán ismét bemártjuk és addig folytatjuk ezt a műveletet, míg elegendő faggyú nem ragad a gyapotbélre és ilyenformán a gyertya a megkívánt vastagságot el nem éri." -Michael Faraday: A gyertya természetrajza[6]
- Paraffin – manapság a leggyakrabban használt viasz. Könnyen megmunkálható anyag. Olvadáspontja 54 °C. Túlnyomórészt kőolajból nyerik. Lepárlással választják szét a többi alkotóelemtől, s az így nyert paraffinkását további költséges eljárások során tisztítják, finomítják. Többnyire pasztilla vagy por alakban használják. Ökológiai oldalról nézve a kőolajból való származása miatt kritikus a minősítése.
- Sztearin – Természetes anyag. A belőle készült gyertya tejszerű, opálos színt kap. Olvadáspontja 74 °C. Porcelánszerű anyaga inkább törékeny, mint hajlékony. Fizikai tulajdonságai miatt a sztearingyertya elkészítése csak öntéssel[7] lehetséges.
- Zselé –

## Külső hivatkozások
- gyertya.lap.hu
- 10 hasznos tipp gyertyagyújtáshoz